# 松川村
松川村（日语：／ Matsukawa mura */?）是位于長野縣的一村。位于安曇野北部。屬北安曇郡。